# Bajo Aragón-Caspe
Bajo Aragón-Caspe (katalanisch Baix Aragó-Casp, zu dt. Niederaragonien-Caspe) ist eine Comarca (Verwaltungseinheit) der Autonomen Region Aragonien in Spanien. Sie liegt im Südosten der Provinz Saragossa und hat auf einer Fläche von 997 km² 12.604 Einwohner. Die Hauptstadt ist Caspe, die größte der sechs zugehörigen Gemeinden.

## Geschichte
Die Comarca entstand 2003, als die ursprüngliche Comarca Matarraña in die Comarcas Matarraña, Bajo Aragón und Bajo Aragón-Caspe geteilt wurde.

## Geografie
Bajo Aragón-Caspe grenzt im Westen an die Comarcas Ribera Baja del Ebro und Bajo Martín, im Norden an die Monegros und Bajo Cinca, im Osten an die Provinzen Lleida und Tarragona und im Süden an die Comarcas Matarraña und Bajo Aragón.

## Gemeinden
| Gemeinde                  | Einwohner (2024) | Fläche km² | Dichte Einw./km² | Cod INE | Postleitzahl |
| ------------------------- | ---------------- | ---------- | ---------------- | ------- | ------------ |
| Caspe                     | 10.432           | 503,15     | 21               | 50074   | 50700        |
| Chiprana                  | 500              | 38,98      | 13               | 50092   | 50792        |
| Fabara                    | 1.047            | 101,63     | 10               | 50102   | 50793        |
| Fayón                     | 430              | 67,19      | 6                | 50105   | 50795        |
| Maella                    | 2.089            | 174,88     | 12               | 50152   | 50710        |
| Nonaspe                   | 1.012            | 111,45     | 9                | 50189   | 50794        |
| Comarca Bajo Aragón-Caspe | 15.510           | 997,28     | 16               | –       | –            |

## Wirtschaft
Die Wirtschaft ist geprägt durch die Landwirtschaft, insbesondere den Anbau von Oliven und die Gewinnung von Olivenöl.

## Sehenswürdigkeiten
In der Comarca, zwischen den Gemeinden Caspe und Chiprana, befindet sich der Stausee von Mequinenza, der wegen seiner Größe auch Meer von Aragonien (mar de Aragón) genannt wird.

## Sprachen
Ein Teil der Gebiete der Comarca ist zweisprachig: Die Gemeinden Fabara, Fayón, Maella und Nonaspe haben eine mehrheitlich zweisprachig katalanisch- und spanisch-sprachige Bevölkerung. Sie gehören zur sogenannten Franja de Aragón, dem zweisprachigen katalanisch-aragonesischen Grenzgebiet. Die Bewohner von Caspe und Chiprana hingegen sprechen mehrheitlich nur die spanische Sprache (castellano).